# Alberto Demicheli
Pedro Alberto Demicheli Lizaso (Rocha, 7 de agosto de 1896 — Montevidéu, 12 de outubro de 1980) foi um advogado, historiador, jornalista, escritor e político uruguaio, servindo como presidente de fato  do Uruguai, em 1976, durante a ditadura civil-militar (1973-1985).

## Biografia
Natural da Rocha, era filho de Pedro Gerónimo Demicheli Mussio (1873-1938) e Balbina Lizaso Ballarena (1873-1949).
Ainda jovem, mudou-se para Montevidéu para estudar Direito. Lá ele conheceu sua futura esposa, Sofía Álvarez Vignoli, que também estudava Direito. Depois de se formarem, casaram-se e tiveram dois filhos: Julio Alberto (1938-1975) e María Adelina (Mayella) Demicheli Álvarez (1930).
Ele ingressou no Partido Colorado e foi eleito deputado e senador. Mais tarde, ele seria o Ministro do Interior de Gabriel Terra. Quando, em 31 de março de 1933, o Presidente Gabriel Terra dissolveu o Parlamento e o Conselho Nacional de Administração, criou uma Mesa de Governo de nove membros para assessorar o Poder Executivo. Demicheli foi um dos membros do referido Conselho, juntamente com Pablo Galarza, Francisco Ghigliani, Andrés Puyol, Pedro Manini Ríos, José Espalter, Roberto Berro, Alfredo Navarro e Aniceto Patrón.
Ele também teve um excelente desempenho como treinador de futebol. Entre 1933 e 1934 presidiu o Club Atlético Peñarol.
A 27 de junho de 1973, com o apoio das Forças Armadas  o presidente Juan Maria Bordaberry deu um golpe de Estado dissolveu o parlamento e substituí-lo por um Conselho de Estado. A presidência do Conselho de Estado foi inicialmente ocupada por Martín Echegoyen, mas, após sua morte em 1974, foi ocupada por Demicheli.
Em junho de 1976, as desavenças entre Bordaberry e os militares geraram a crise política que culminou com a destituição do presidente e a nomeação, em 12 de junho, de Alberto Demicheli para ocupar a primeira magistratura. A sua primeira medida foi a edição de dois decretos constitucionais, os Atos Institucionais 1 e 2. Pelo Ato Institucional n.º 1 foi suspensa a convocação das eleições gerais prevista no artigo 77.º, inciso 9º, da Constituição. Pelo Ato Institucional nº 2, foi criado o Conselho da Nação, não previsto na Constituição, atribuindo-lhe poderes para nomear o Presidente da República, o Presidente e Membros do Conselho de Estado, Membros do Supremo Tribunal de Justiça, do Tribunal Contencioso-Administrativo e da Justiça Eleitoral.
Em relação à política econômica, Demicheli ratificou o Plano Nacional de Desenvolvimento elaborado em 1972 durante o governo Bordaberry. A política econômica aplicada buscou uma reformulação radical das bases do funcionamento econômico do país, uma nova aliança entre os militares e a tecnoburocracia, visando à transformação das estruturas produtivas do comércio exterior, da distribuição da renda, da demanda e da preços relativos, num quadro de ampla liberalização e abertura da economia.
Demichelli recusou-se, por outro lado, a autorizar com sua assinatura pesadas proibições ao opositores políticos, pelo que foi destituído pelos militares e substituído em 1º de setembro de 1976 por Aparicio Méndez, que imediatamente expediu vários Atos Institucionais, entre eles, o Ato Institucional nº 4 que excluiu os principais atores políticos da vida pública.
Os seus livros de direito foram durante muitos anos textos para estudo e consulta na Faculdade de Direito da Universidade da República.